# Тушмалов, Михаил Макарьевич
Михаил Макарьевич Тушмалов (1861—1896) — российский скрипач, композитор и дирижёр грузинского происхождения.

## Биография
Начальное музыкальное образование получил у педагогов Тифлиса. В 1889 году окончил Санкт-Петербургскую консерваторию, где учился у Л. Ауэра (скрипка) и Н. А. Римского-Корсакова (композиция). Параллельно с освоением курса композиции преподавал в консерватории игру на скрипке. После 1889 года выступал как дирижёр, сотрудничая с Киевским оперным театром (1890—1891) и варшавским Большим театром (с 1891), куда был приглашён по рекомендации П. И. Чайковского.

## Вклад в историю отечественной музыки

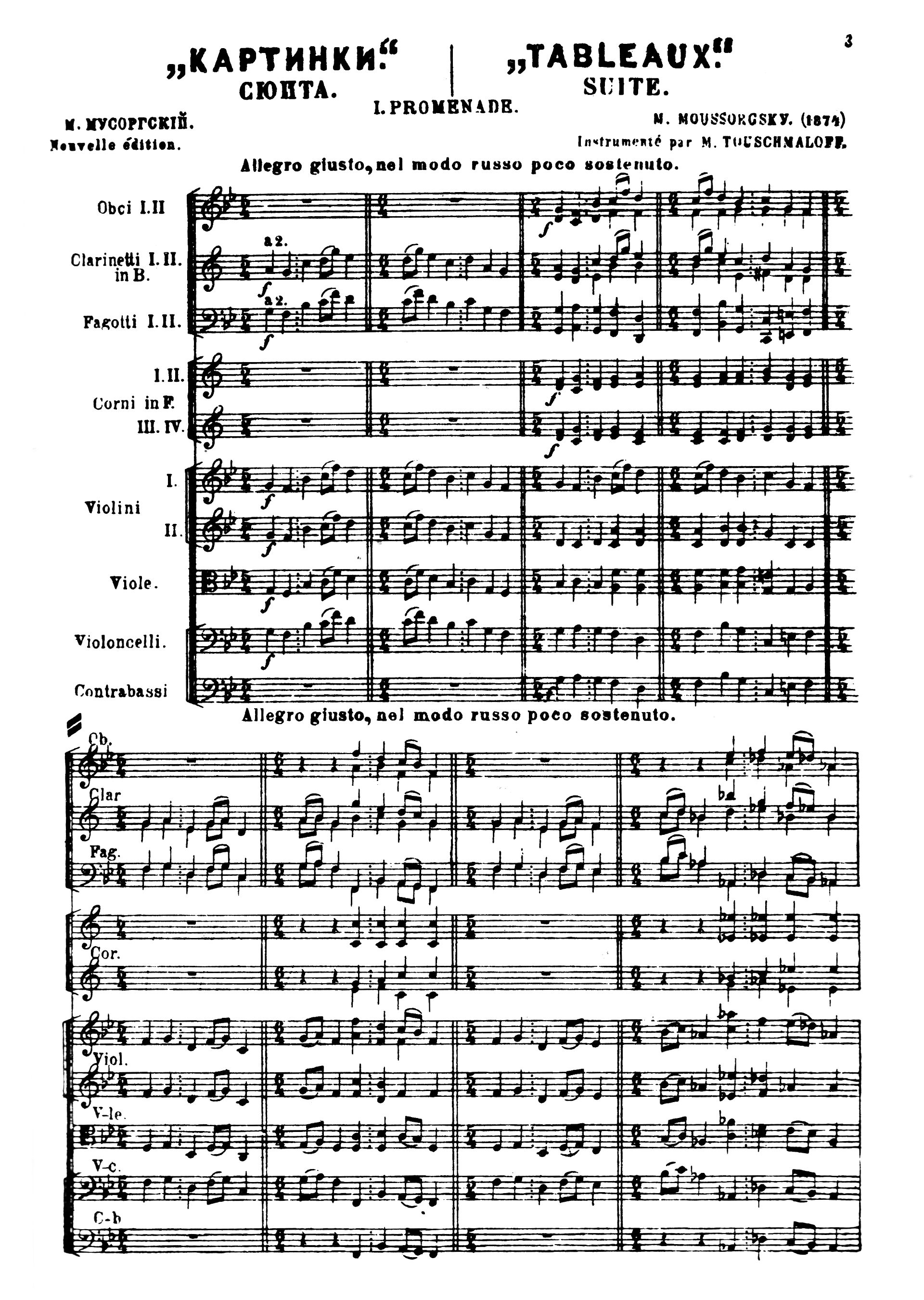
Первая страница «Картинок с выставки» в инструментовке Тушмалова.

Вошёл в историю музыки как автор первой оркестровой транскрипции «Картинок с выставки» М. П. Мусоргского. Созданная в 1888 году, эта транскрипция представляет собой ученическую работу по курсу инструментовки. Всего было оркестровано 8 пьес из цикла (который при публикации партитуры получил название «Картинки»):
| № пьесы (у Тушмалова / у Мусоргского) | Название в партитуре Тушмалова               | Оригинальное название                          | Примечания                                                                  |
| ------------------------------------- | -------------------------------------------- | ---------------------------------------------- | --------------------------------------------------------------------------- |
| 1 / -                                 | Прогулка                                     | Прогулка                                       | Из нескольких пьес под таким названием Тушмалов инструментовал только одну. |
| 2 / 2                                 | Старый замок                                 | Старый замок                                   |                                                                             |
| 3 / 5                                 | Балет невылупившихся птенцов                 | Балет невылупившихся птенцов                   |                                                                             |
| 4 / 6                                 | Самуэль Гольденберг и Шмуйле                 | Два еврея, богатый и бедный                    |                                                                             |
| 5а / 7                                | Лимож. Рынок                                 | Лимож. Рынок (Большая новость)                 |                                                                             |
| 5б / 8                                | Катакомбы                                    | Катакомбы. Римская гробница                    |                                                                             |
| 6а / 9                                | Избушка на курьих ножках (Баба-Яга)          | Избушка на курьих ножках (Баба-Яга)            |                                                                             |
| 6б / 10                               | Богатырские ворота (В стольном городе Киеве) | Богатырские ворота. В стольном городе во Киеве |                                                                             |

Премьерное исполнение «Картинок с выставки» в оркестровке Тушмалова состоялось 30 ноября 1891 года в Санкт-Петербурге (под управлением Н. А. Римского-Корсакова); как отметил корреспондент журнала «Артист», оно вызвало «шумное одобрение» публики. Этот концерт имел большое значение для популяризации творческого наследия Мусоргского: именно на нём российские слушатели смогли познакомиться с музыкой «Картинок...». После премьеры Римский-Корсаков переработал партитуру своего ученика (в частности, заново инструментовал пьесу «Лимож») и отдал её в печать.
В 1900 году петербургские композиторы А. Н. Шефер и К. Н. Чернов опубликовали переложение оркестровой версии «Картинок…» для фортепиано в 4 руки, что является доказательством её популярности (оригинальная авторская редакция для фортепиано в 2 руки вплоть до 1903 года игнорировалась всеми отечественными исполнителями). Об этом же свидетельствуют и сообщения периодической печати, которая особо отмечает концертные исполнения от 6 марта 1902 года (Санкт-Петербург), 19 июня 1904 года (Павловск), 3 января 1910 года (Санкт-Петербург, дирижёр — М. А. Гольденблюм), 13 февраля 1911 года (Москва, дирижёр — Н. Н. Черепнин; в рамках Исторических концертов С. Н. Василенко), 11 июля 1912 года (Павловск) и 20 декабря 1916 года (Тифлис, дирижёр — Н. Д. Николаев).
Партитуру Тушмалова не обходили вниманием и за рубежом: известно, что в 1911 году она прозвучала в Париже под управлением Габриэля Пьерне, а чуть позднее к ней обратился Генри Вуд. Тем не менее, после появления оркестровой версии «Картинок с выставки», созданной Морисом Равелем (1922), редакция Тушмалова утратила свою востребованность.

### Нотные издания
- Мусоргский М. П. Картинки: Сюита / Инструм. М. Тушмаловым. Изд. под ред. Н. А. Римского-Корсакова. — СПб.—М.: Bessel, б. г.. — 63 с.
- Мусоргский М. П. Картинки с выставки // Полное собр. соч.: В 8 томах / Под общ. ред. А. Н. Александрова, П. А. Ламма, Н. Я. Мясковского. — М.—Вена: Музгиз — Универс. изд-во, 1931. — Т. 8/2. — 45 с.

### Критика
- Б. Т. Шестой общедоступный концерт ИРМО // Русская музыкальная газета. — 1910. — № 2.
- Бебутов П. Тифлис // Русская музыкальная газета. — 1917. — № 10.
- Кар. Симфонический концерт в Павловске // Речь. — 1912. — № 188.
- Лель. Первый русский симфонический концерт // Артист. — 1892. — № 19.
- Русская музыка за границей // Русская музыкальная газета. — 1911. — № 10.

### Исследования
- Абызова Е. Н. «Картинки с выставки» Мусоргского. — М.: Музыка, 1987. — 47 с.
- М. П. Мусоргский: К пятидесятилетию со дня смерти, 1881-1931: Статьи и материалы / Под ред. Юрия Келдыша и Вас. Яковлева. — М.: Музгиз, 1932. — 349 с.
- Полякова Л. В. «Картинки с выставки» М. Мусоргского. — М.—Л.: Музгиз, 1951. — 28 с.